# Sangkhalok

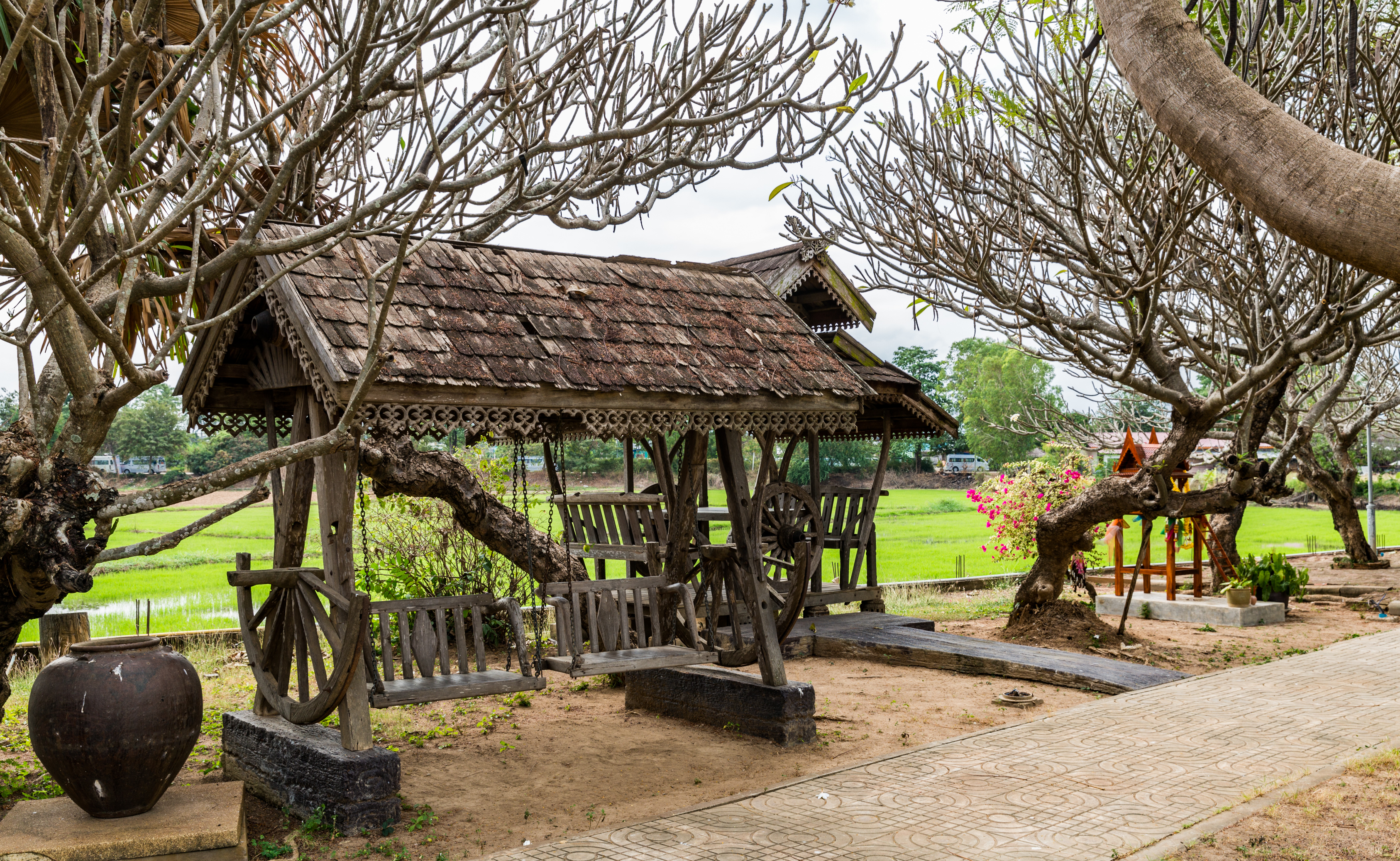
Musée des Sangkhalok de Sukhothai

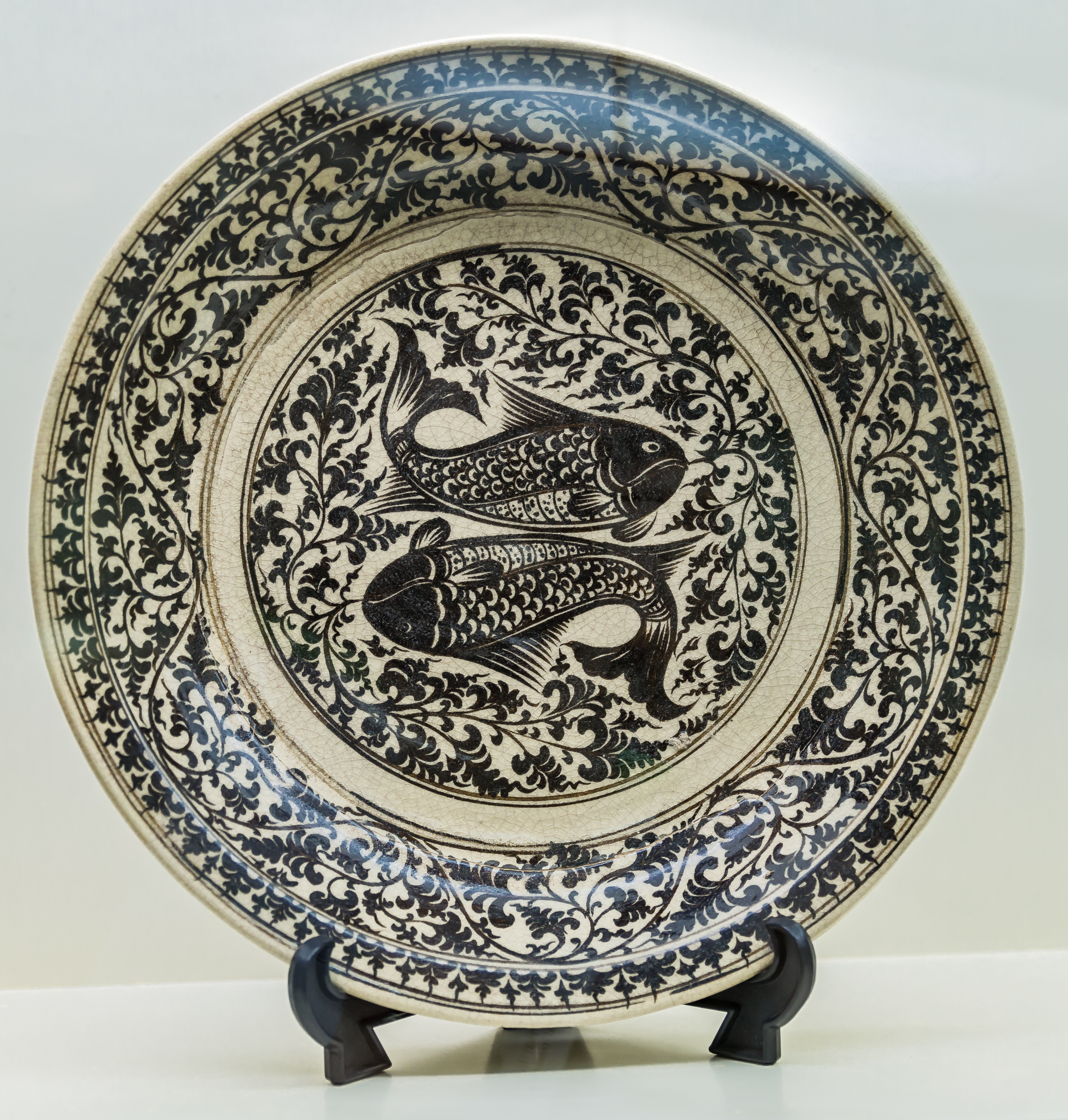
Céramique Sangkhalok

Les Sangkhalok (en Thaï : สังคโลก), sont d'anciens objets traditionnels thaïlandais en céramique  spécifiquement dérivés de la période du royaume de Sukhothaï. 
Décorés avec des motifs traditionnels et cuits à 1 150-1 280°C, les Sangkhalok sont des poteries, des pots, des théières, des cuillères et des poupées en céramique (grès-cérame émaillé à grand feu)... La technique de fabrication et de cuisson date du début de la période Sukhothaï (1238-1351) à la fin du royaume d'Ayutthaya (1351-1767) comme le démontre un ancien four découvert dans le district de Si Satchanalai dans la province de Phranakhon Sukhothaï,.
Les céramiques Sangkhalok ont été importées en grandes quantités dans les îles d'Indonésie et des Philippines et aussi importées, certes en quantité très réduite, au Japon.

## Galerie

Objets en céramique Sangkhalok
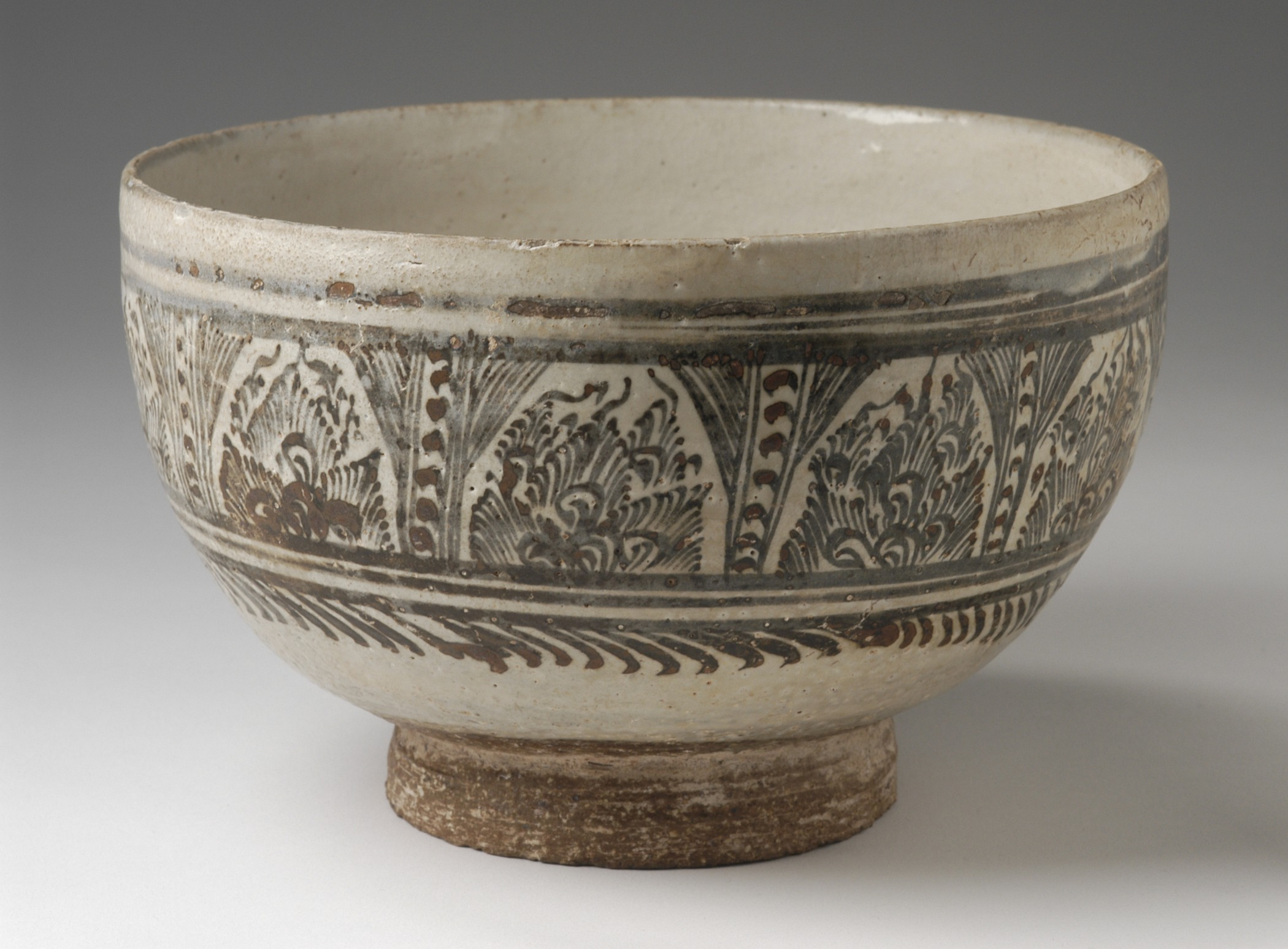
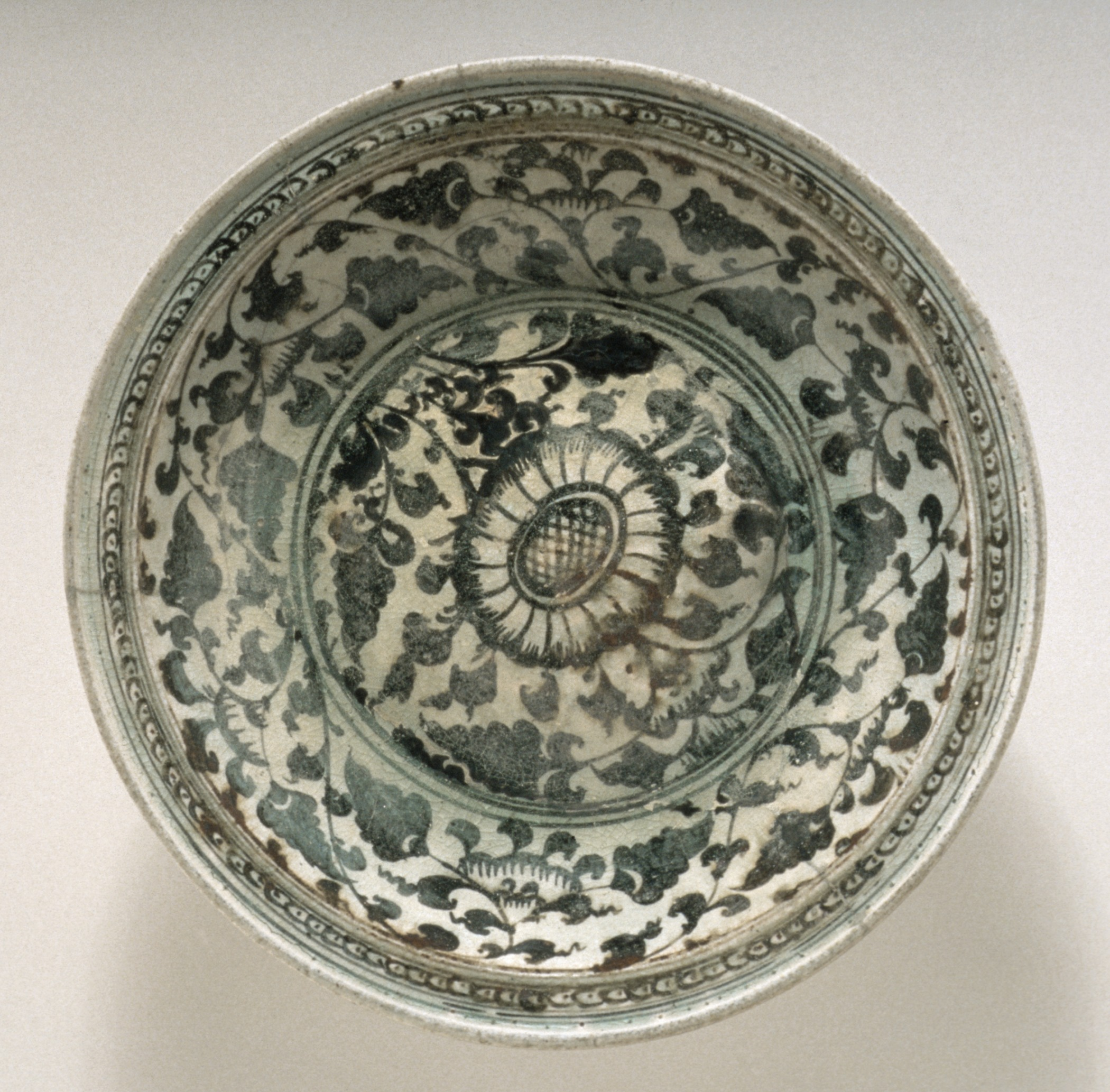
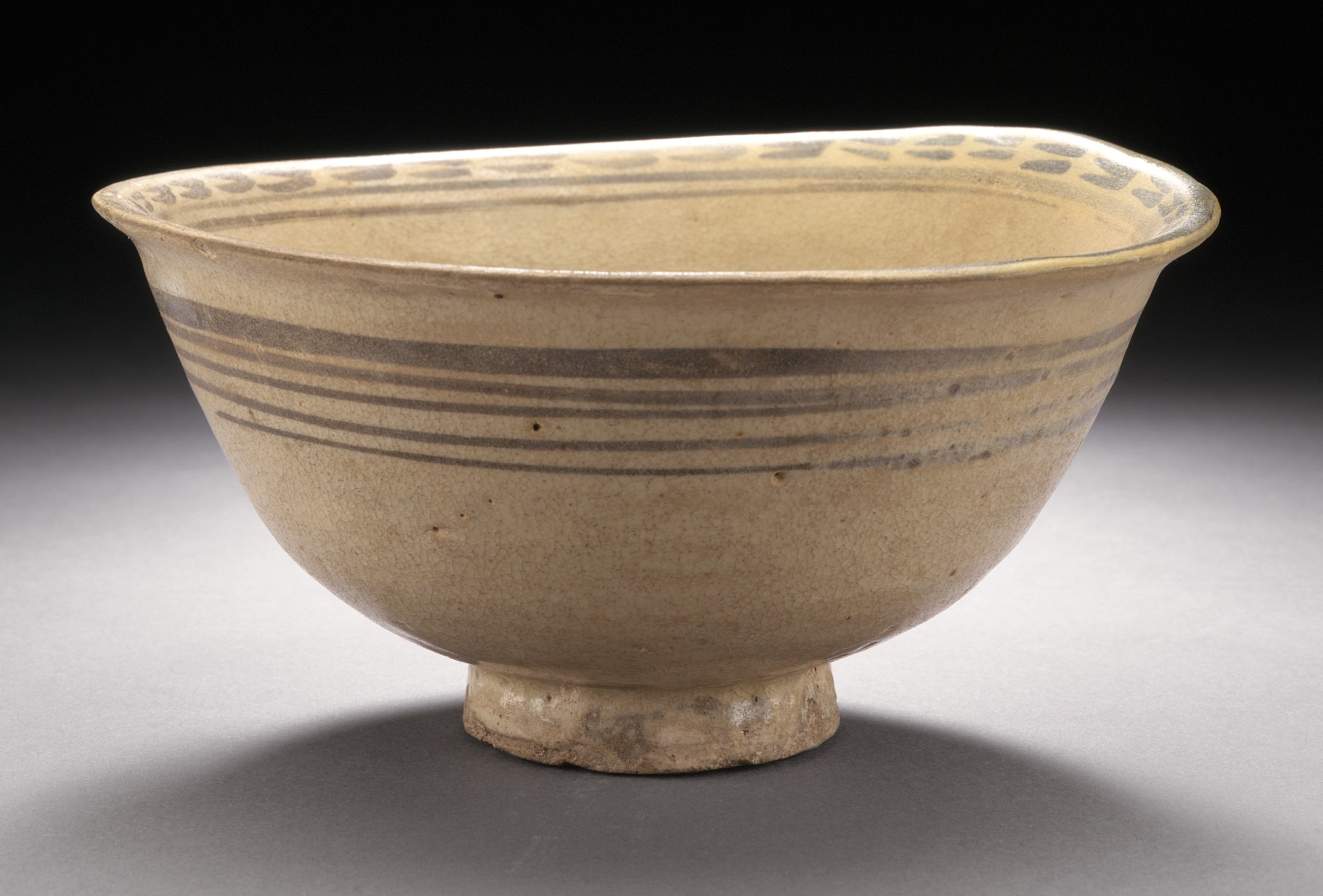
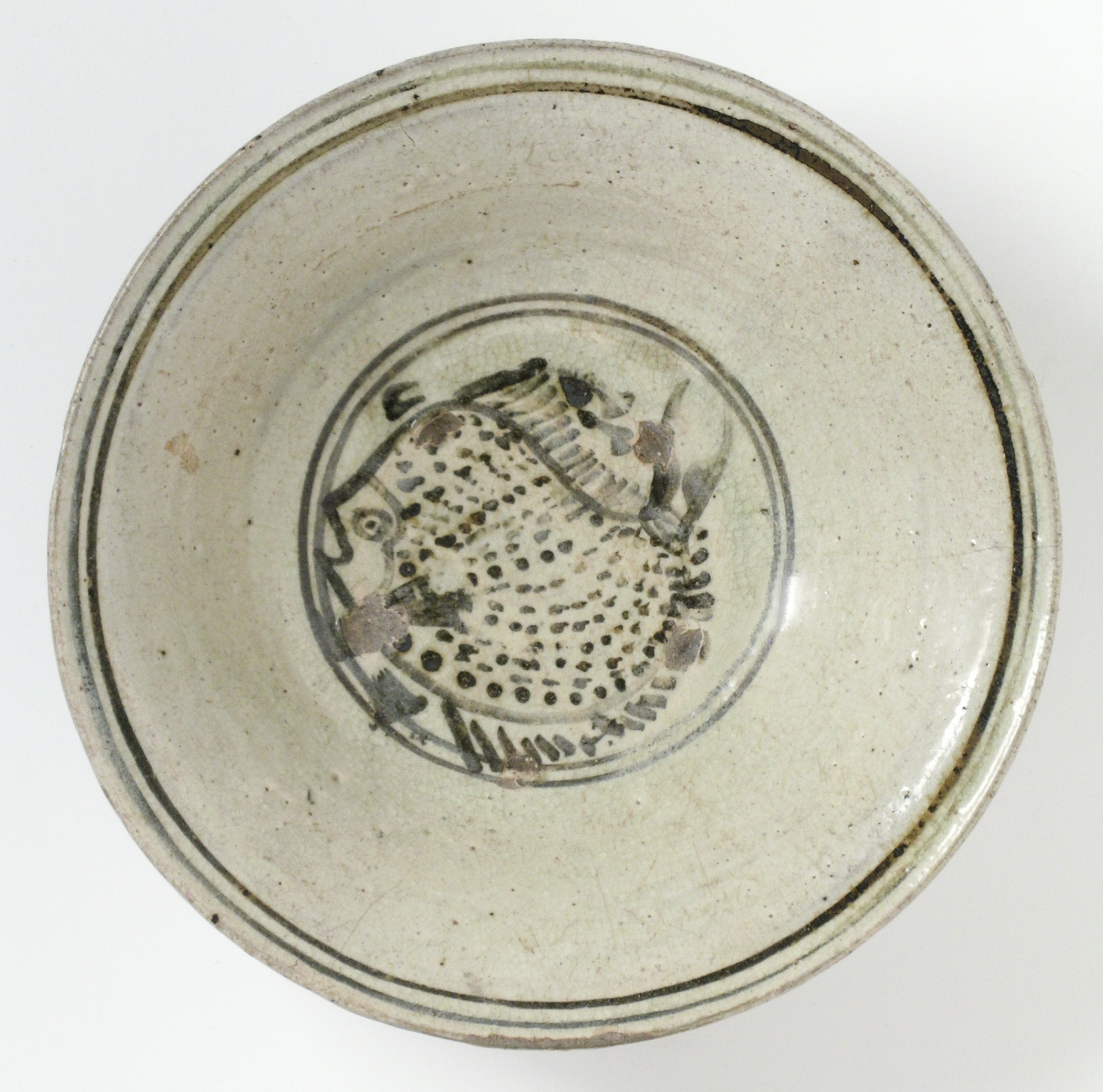
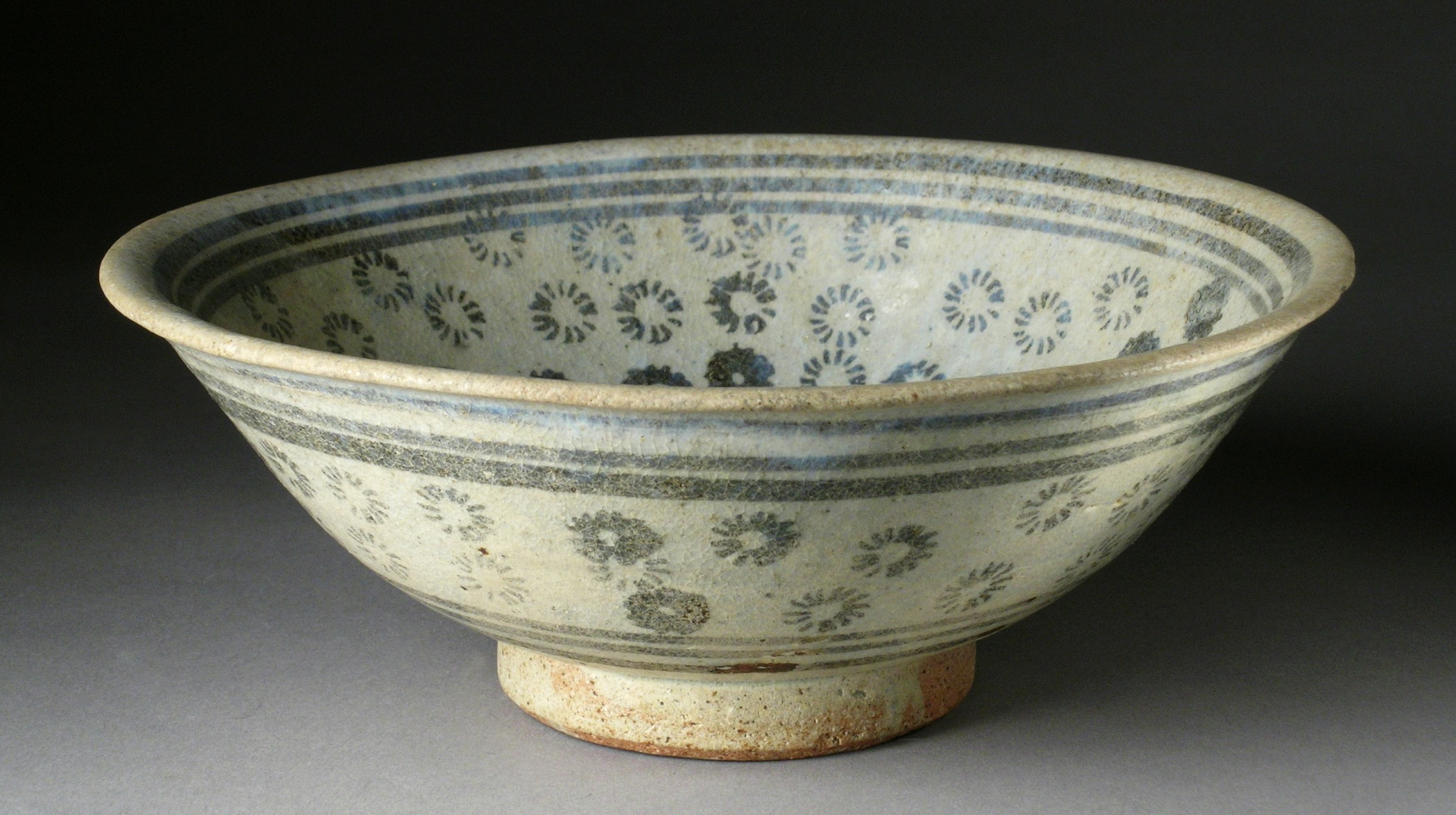
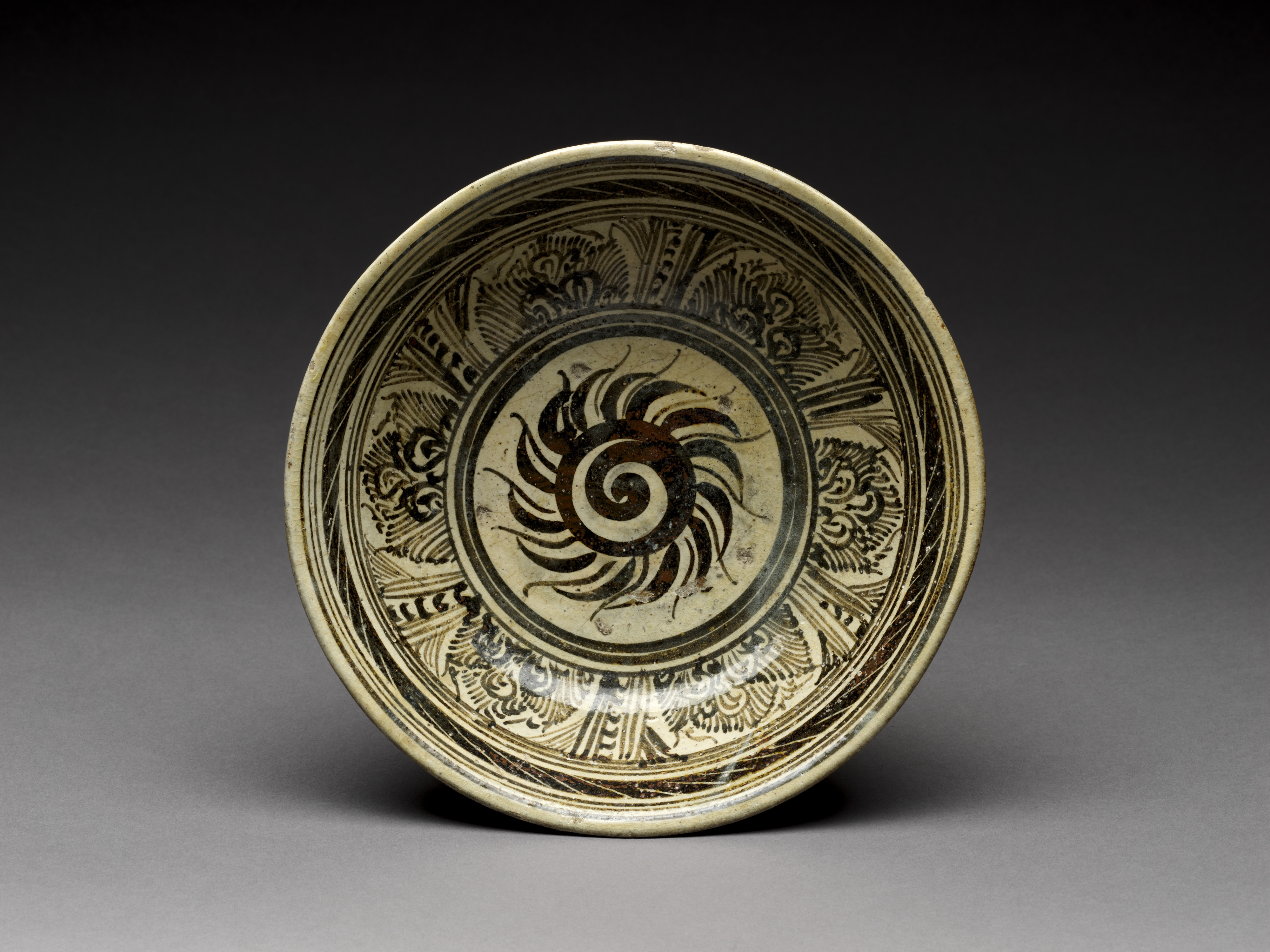
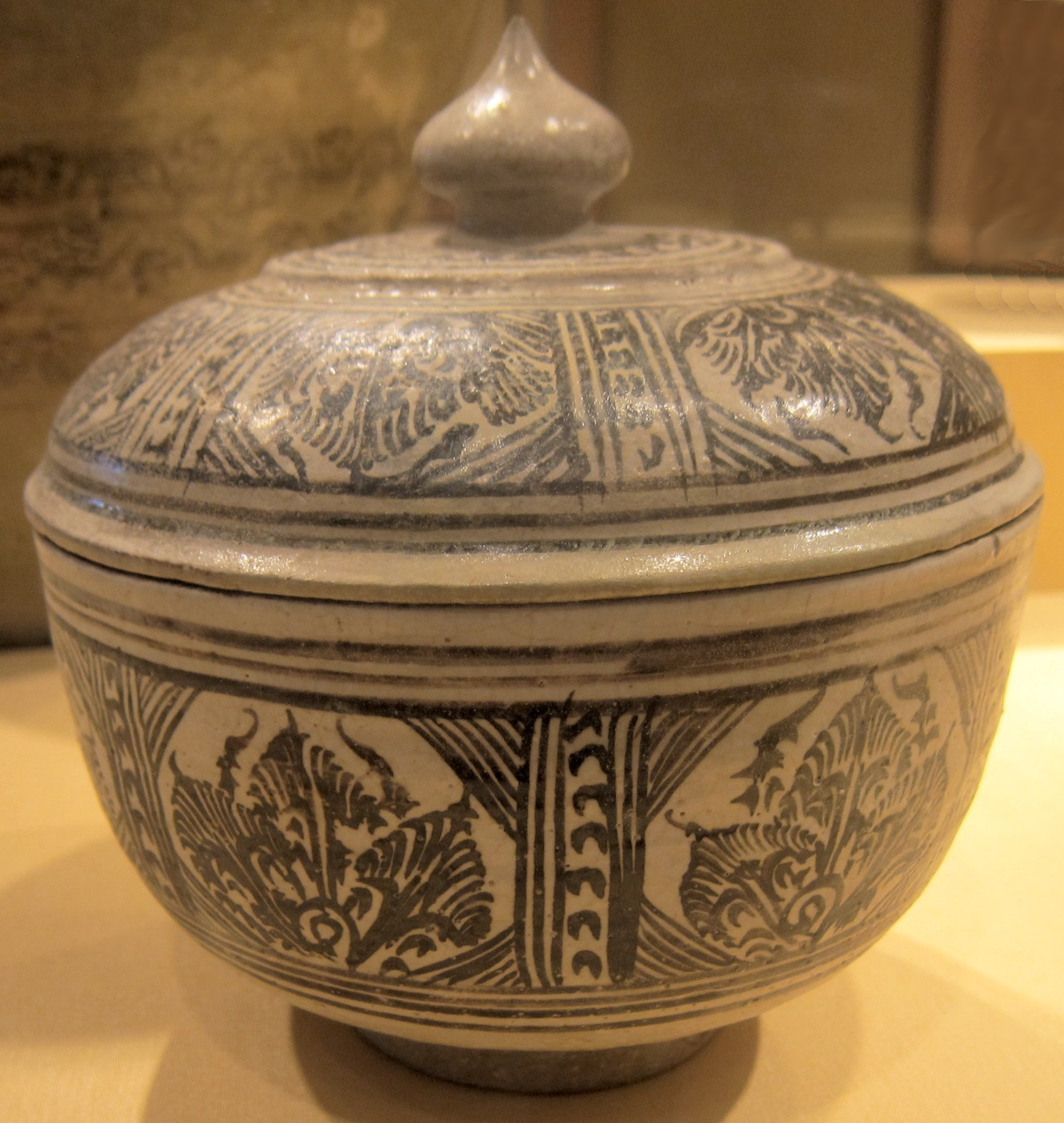
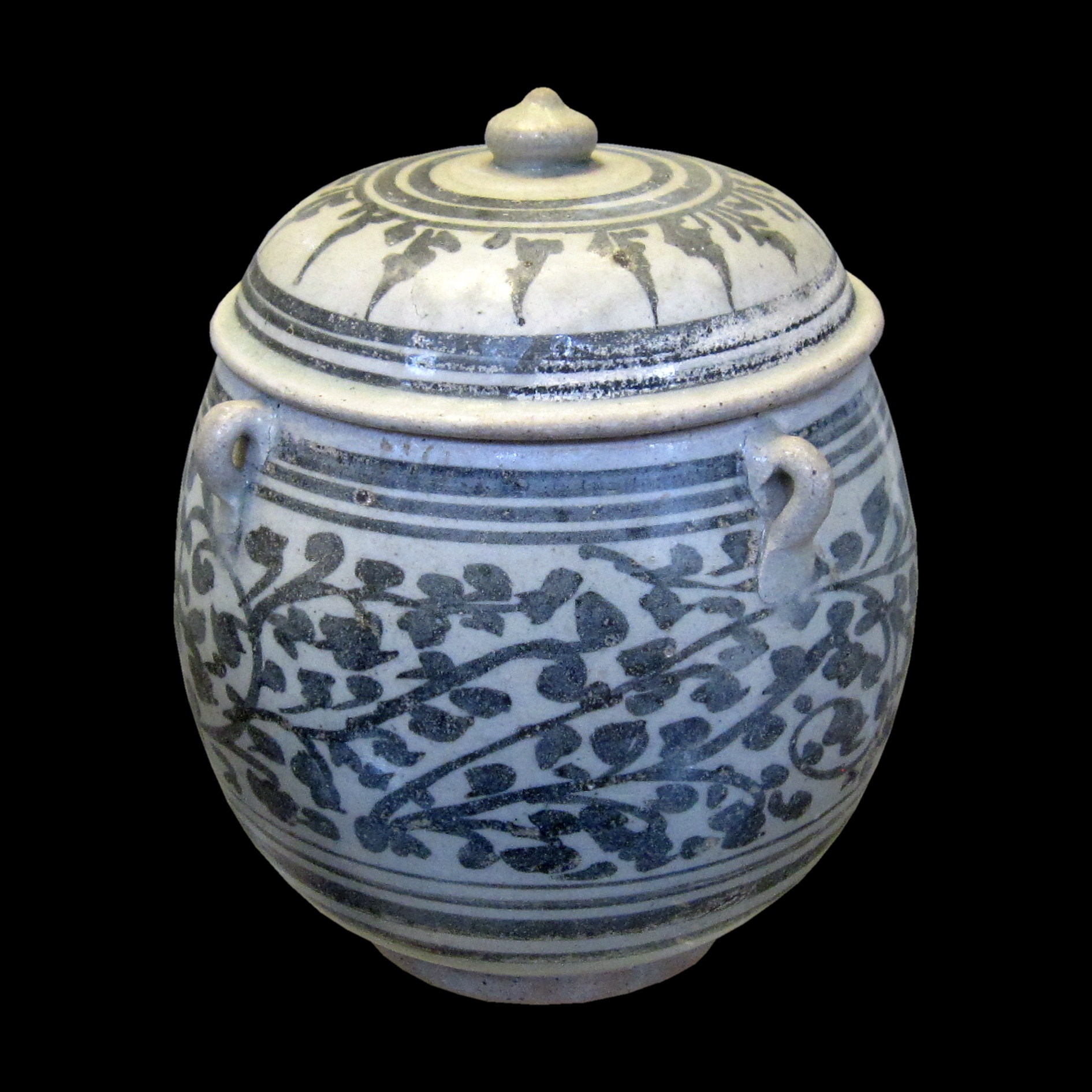
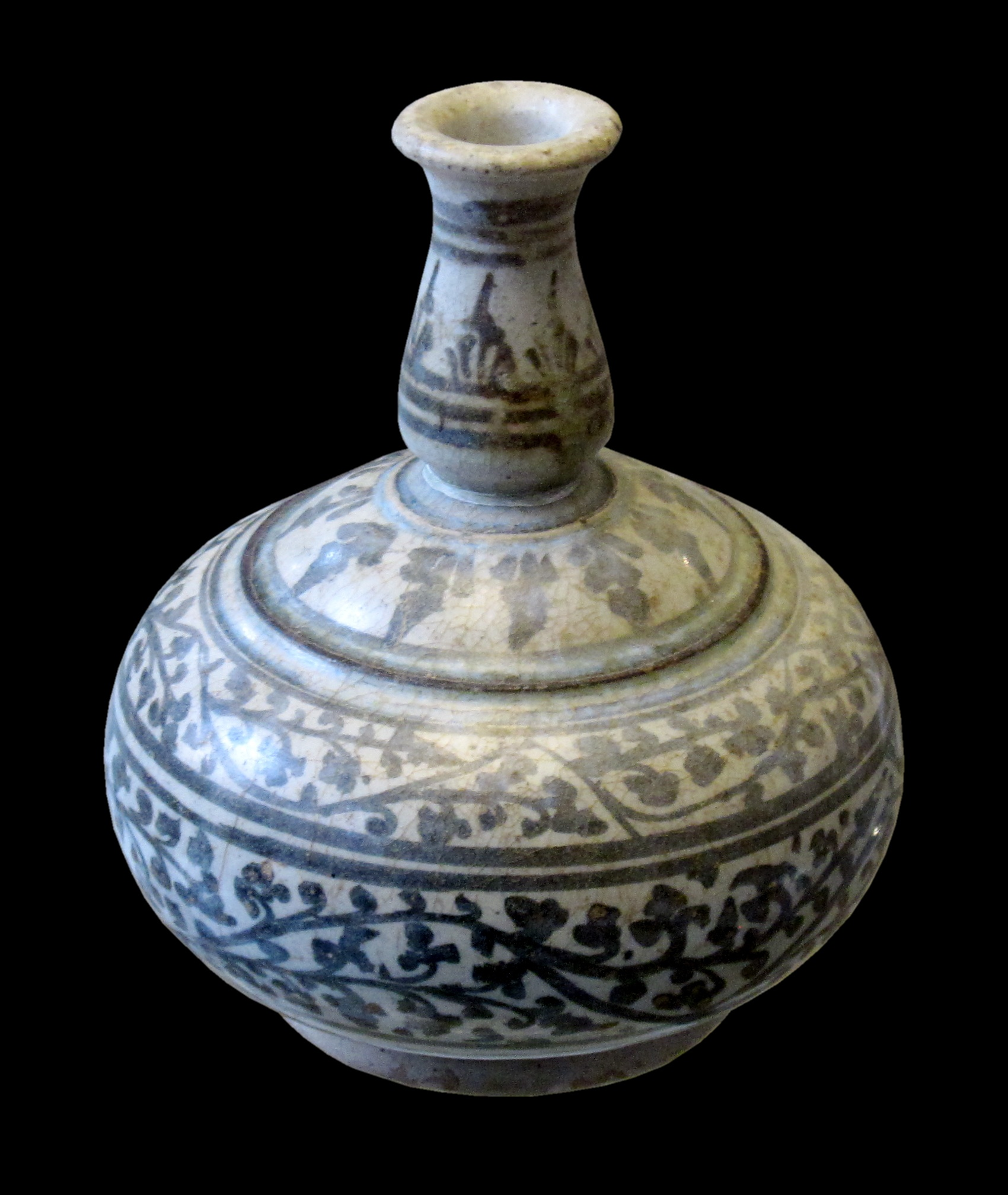
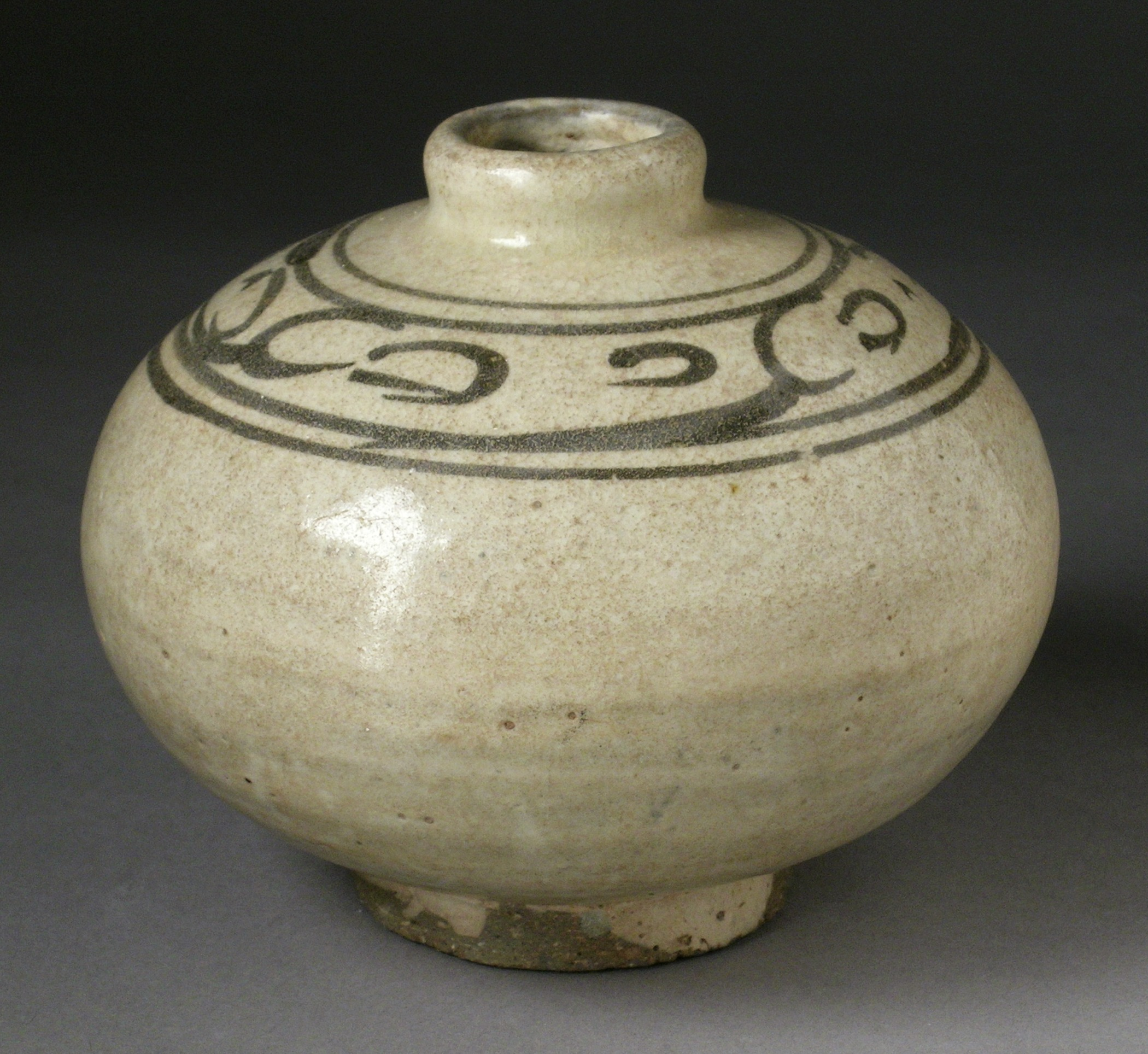
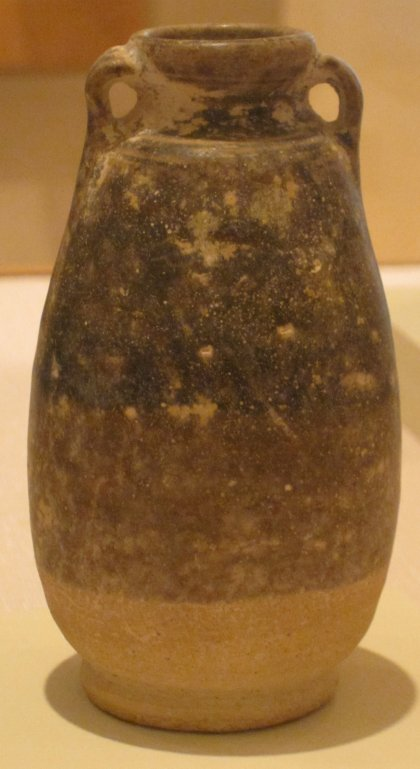
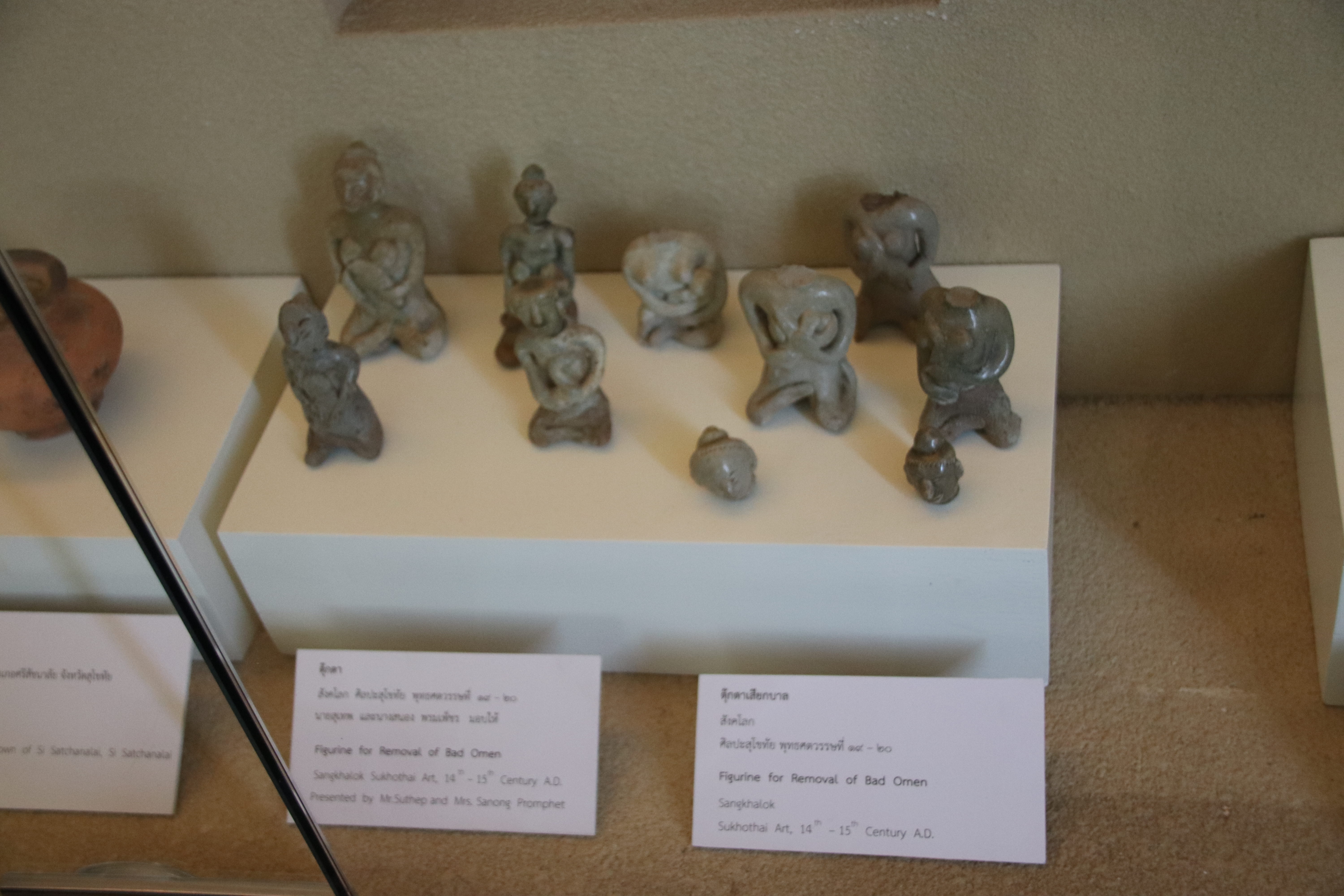
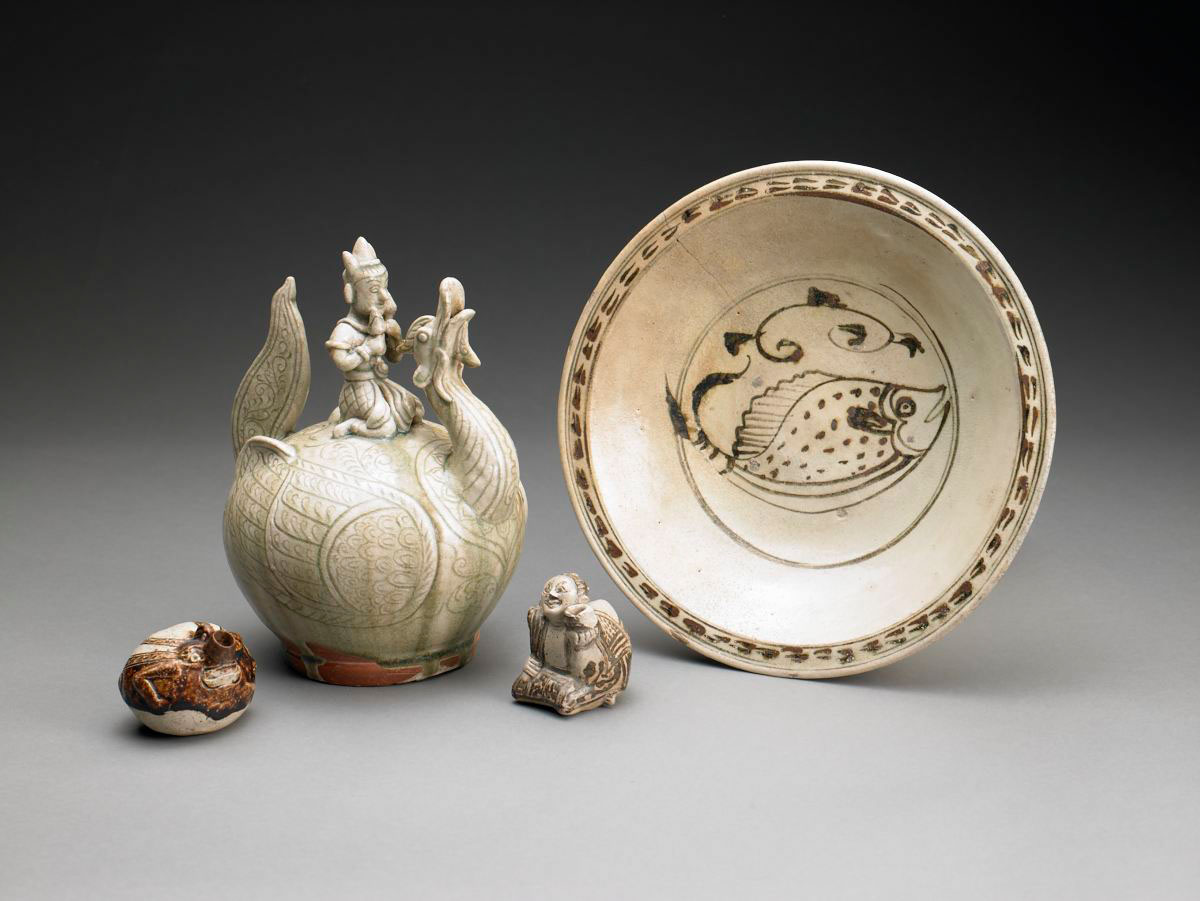
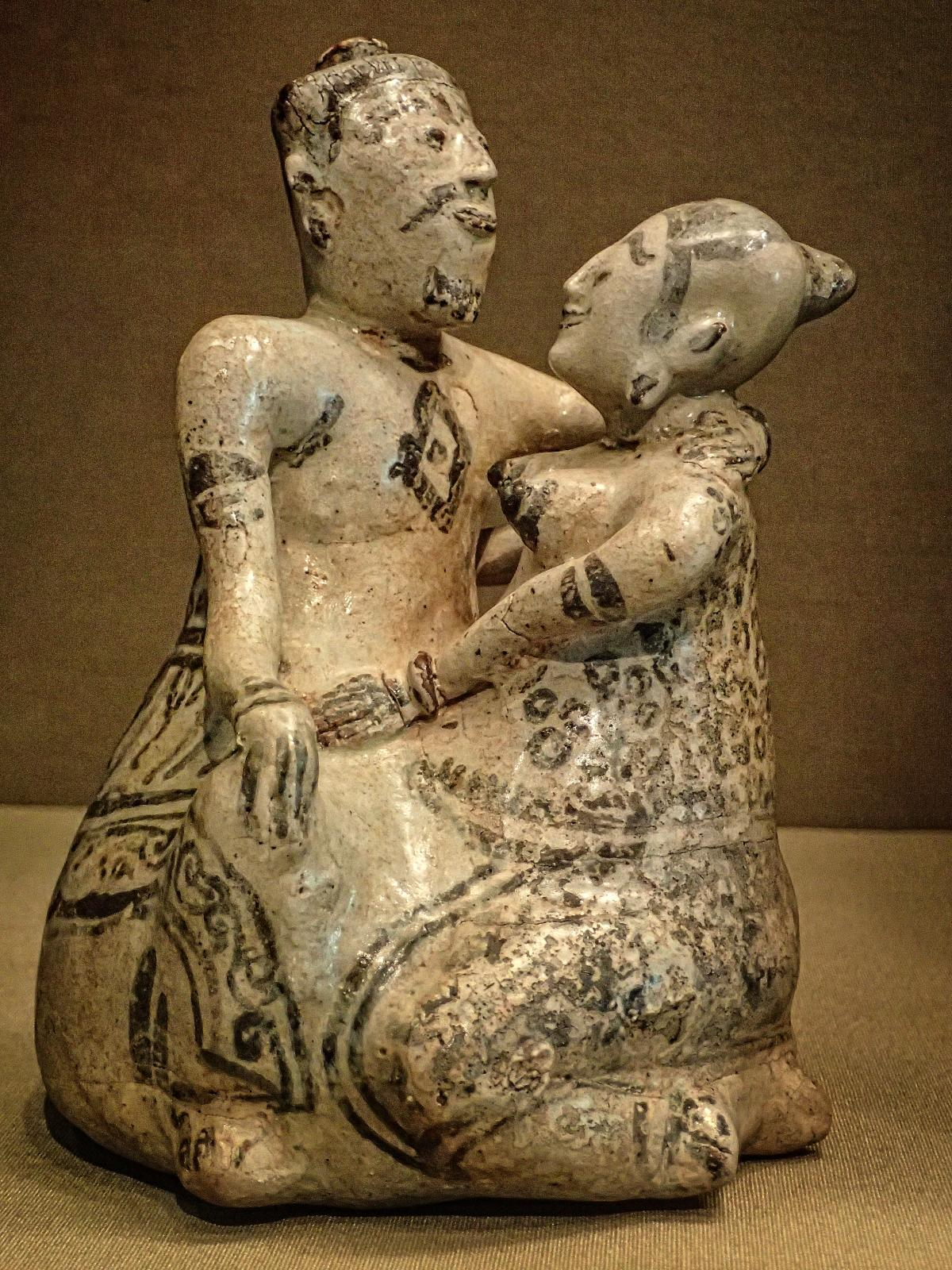
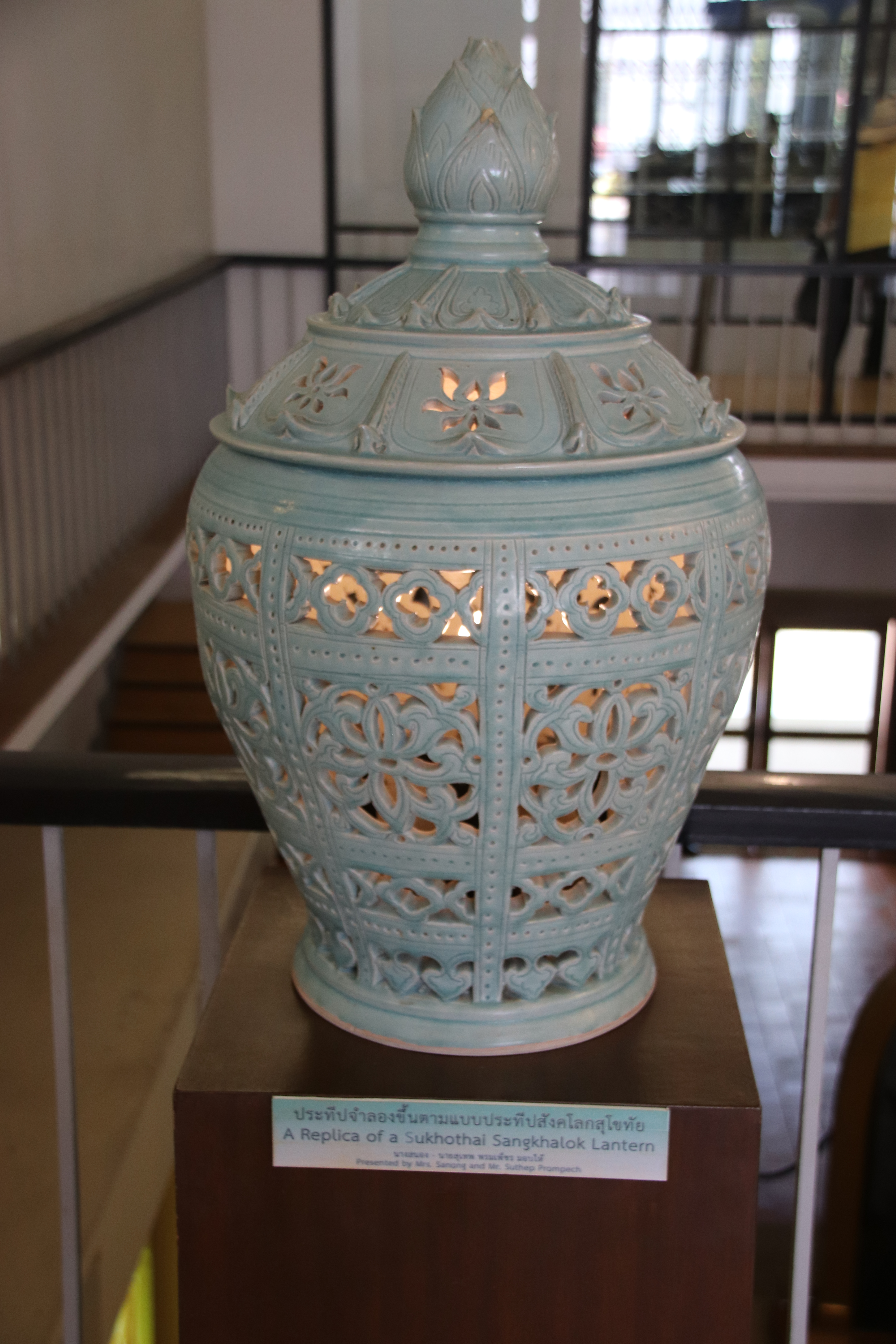
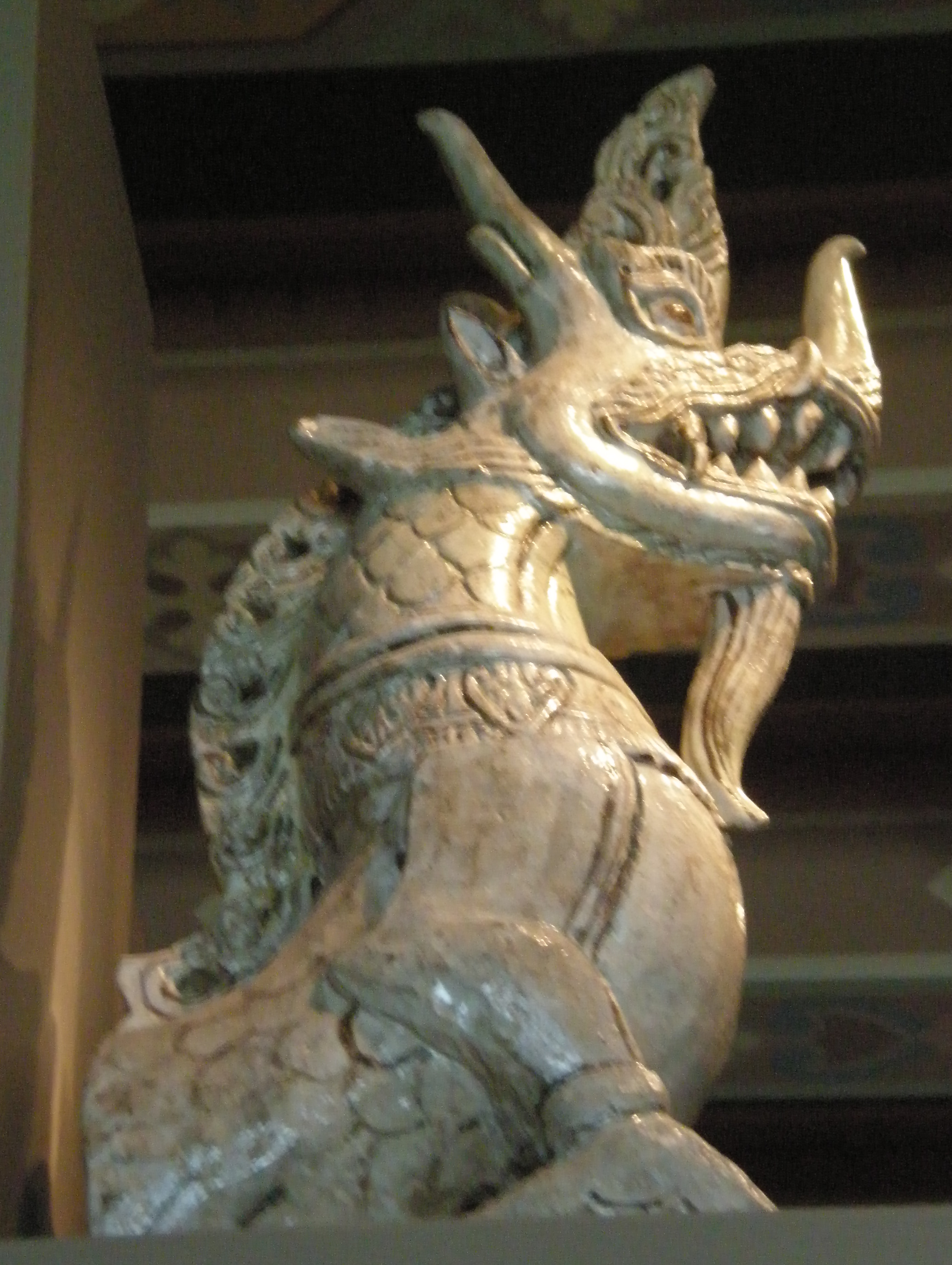
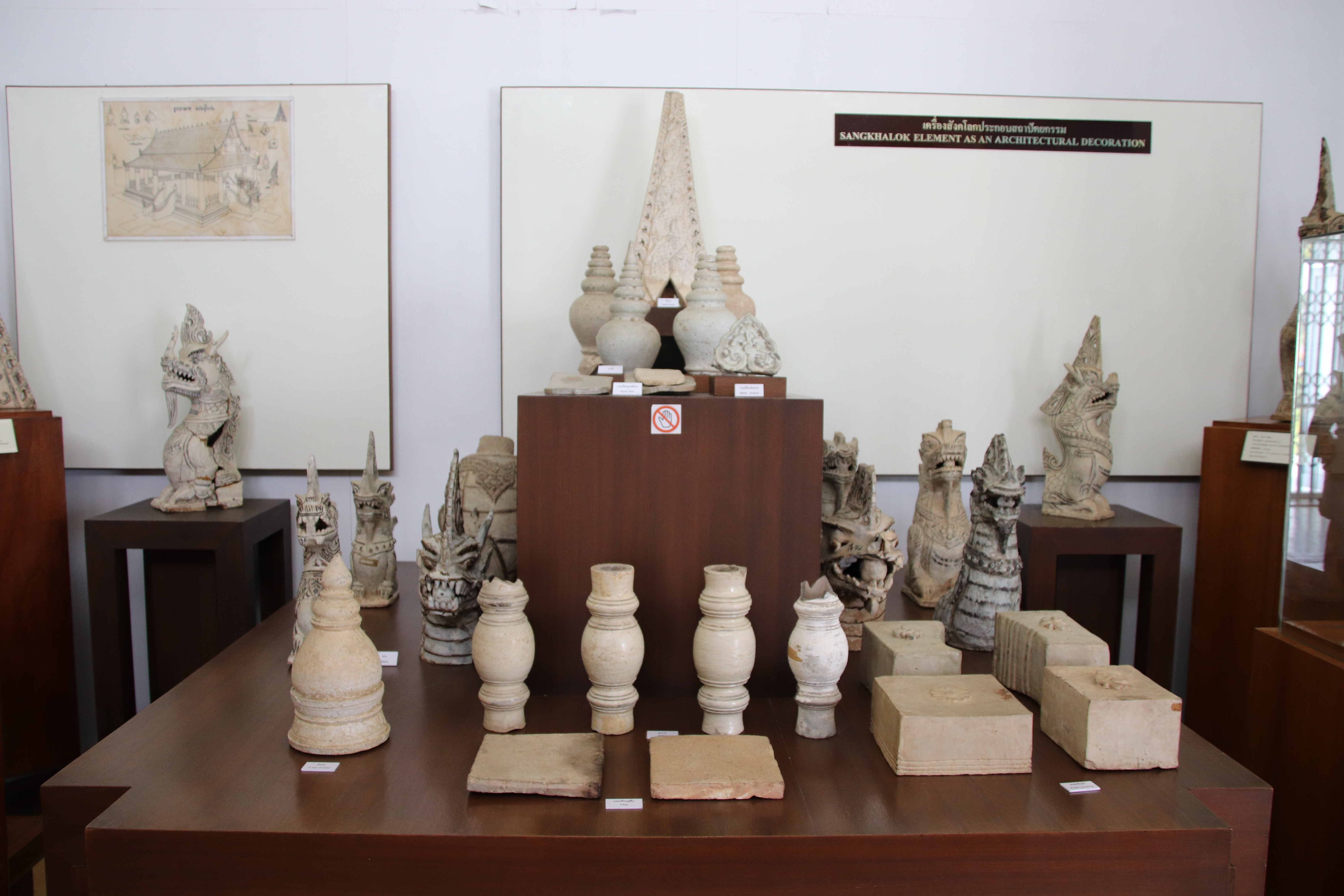
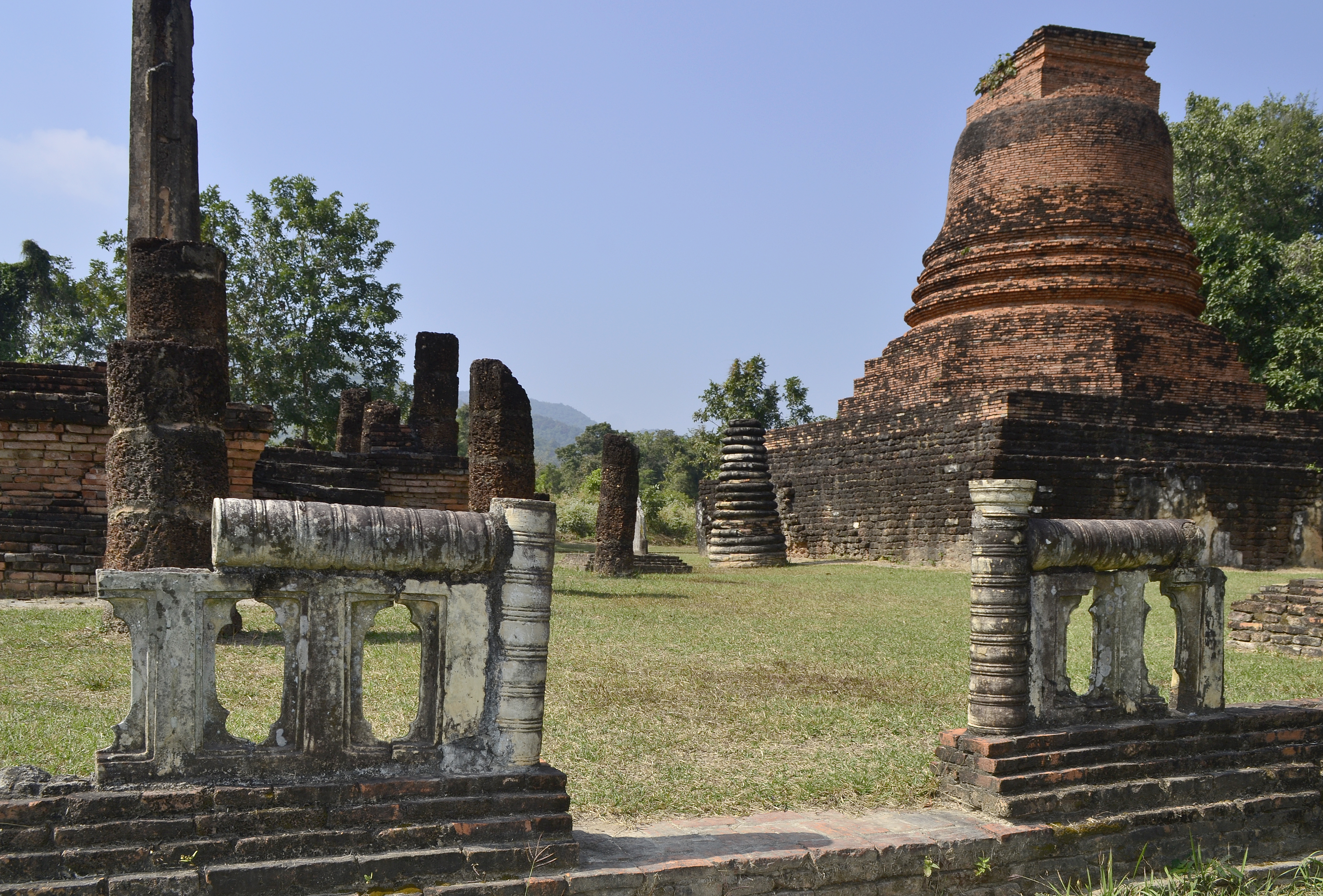
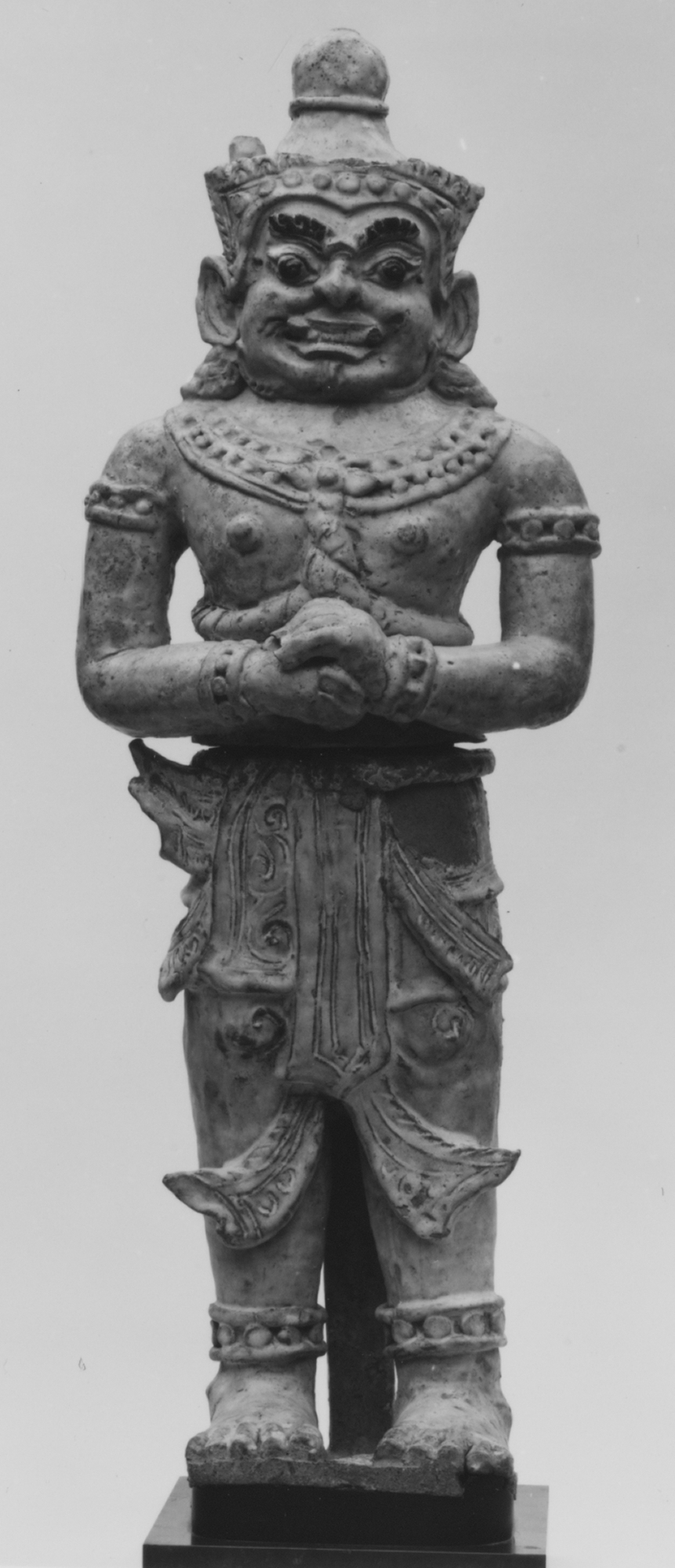